# Victoria Beyer
Victoria Beyer (* 13. Juni 1991) ist eine französische Fußballschiedsrichterin.
Beyer leitet seit der Saison 2016/17 Spiele in der Division 1 Féminine.
Seit 2018 steht sie auf der Liste der FIFA-Schiedsrichter und leitet internationale Fußballpartien.
Beyer profitierte in der Saison 2020/21 vom Professionalisierungsplan im Frauen-Schiedsrichterwesen durch die Fédération Française de Football (FFF), bei dem vier Schiedsrichterinnen (neben Beyer auch Savina Elbour, Alexandra Collin und Maïka Vanderstichel) und vier Schiedsrichterassistentinnen finanziell so ausgestattet werden sollten, dass sie sich hauptsächlich auf ihre sportliche Tätigkeit konzentrieren können.
Am 9. August 2020 leitete Beyer das Finale des Coupe de France féminine 2019/20 zwischen Olympique Lyon und Paris Saint-Germain (0:0 n. V., 4:3 i. E.).